# Пеленание

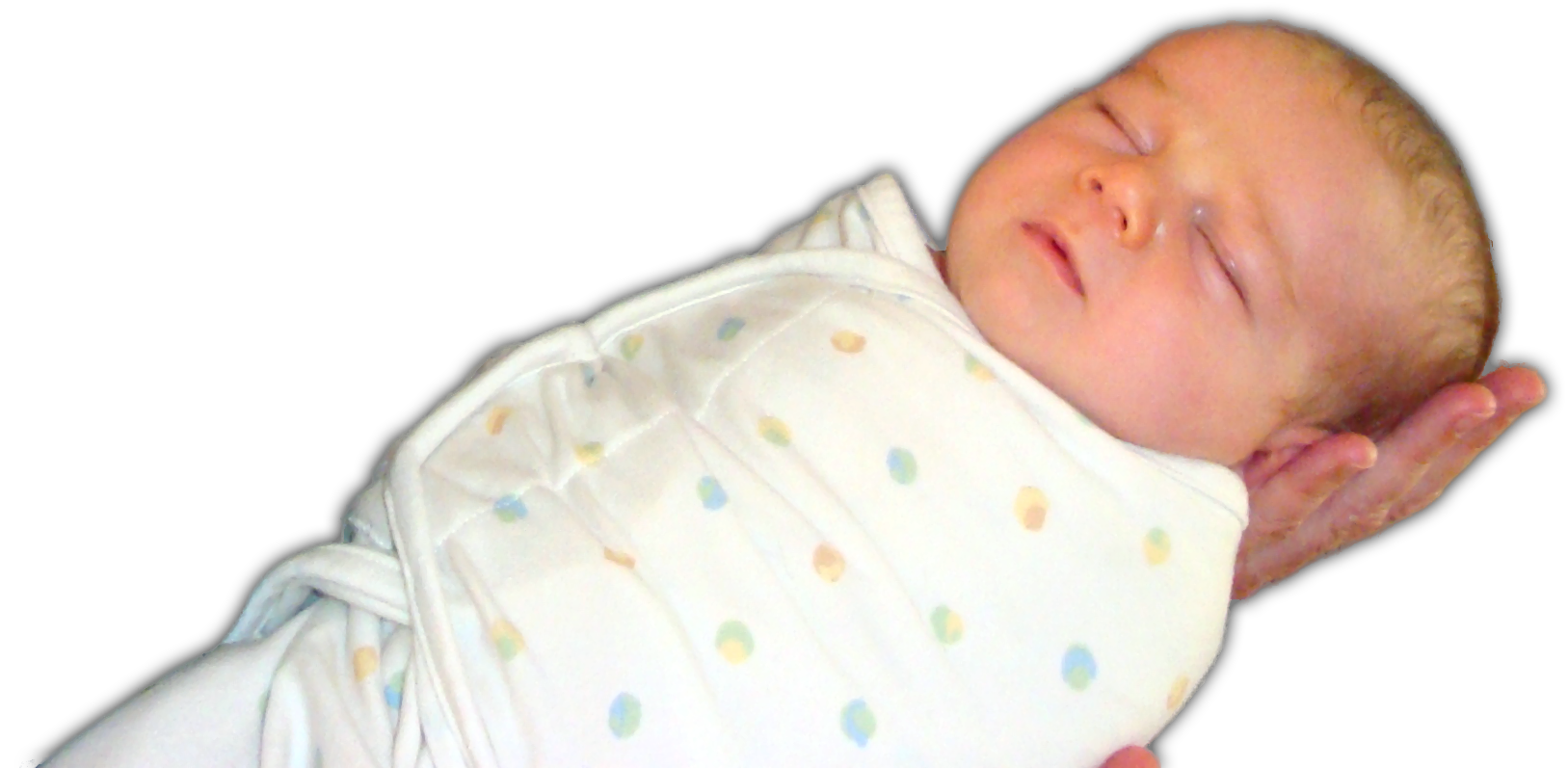
Запеленатый трехнедельный младенец

Пеленание — завёртывание грудного ребёнка в пелёнки (маленькие простыни).

## История

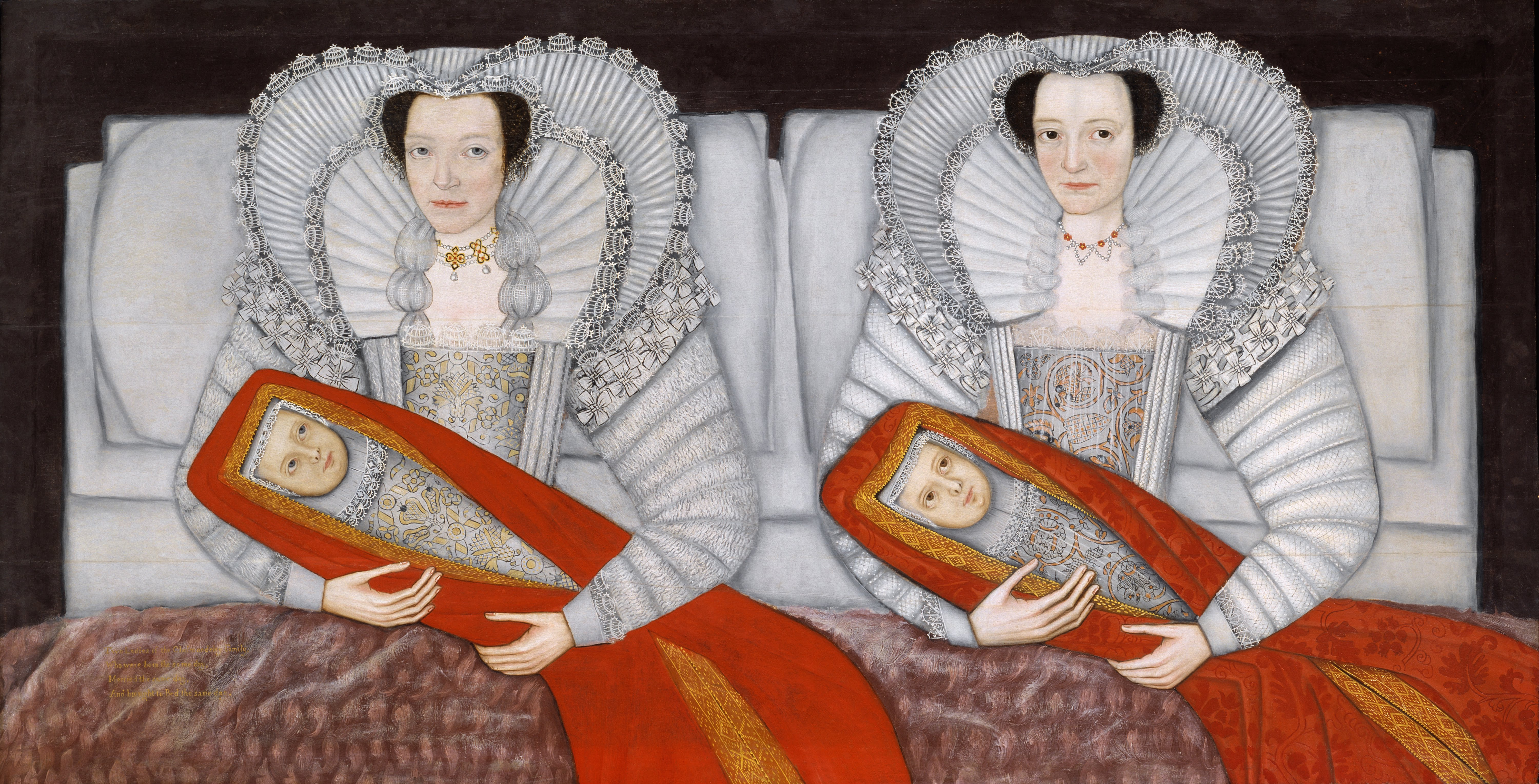
Сёстры из семьи Чамли и их запеленатые дети, начало XVII века

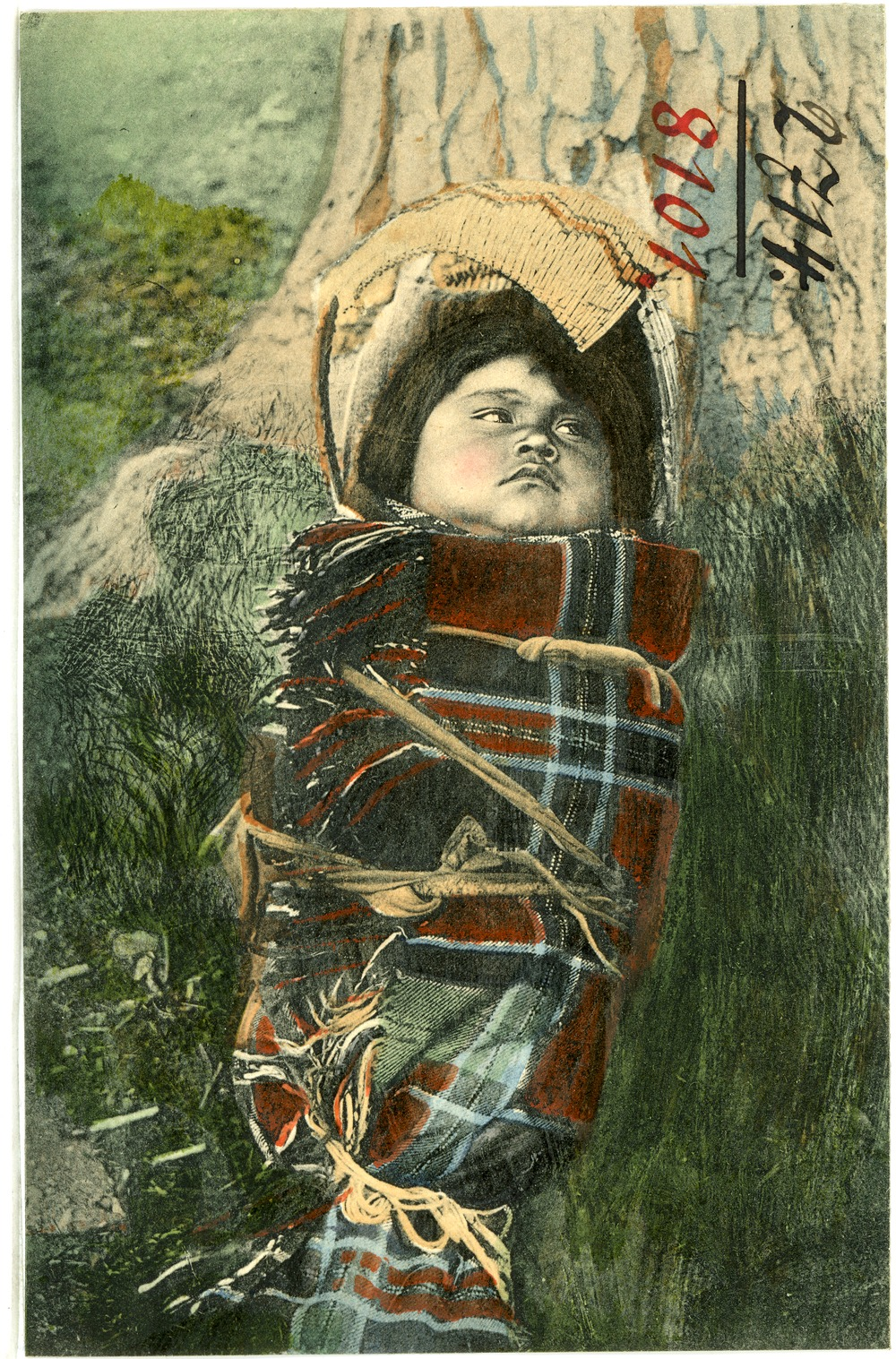
Запеленатая индейская девочка

История пеленания грудных детей восходит к древности. Во многих местностях с холодным климатом заматывали детей в куски ткани или шкуры, одеяла. Например, монголы пеленали своих детей в овчину, а затем свивали их поясами в трех местах. Первый пояс должен был держать ребенка прямо, средний пояс закреплял прототип подгузников, а нижний пояс удерживал ножки, чтобы они не дергались. У бурятов было принято, чтобы новорожденного пеленали через три дня после его рождения. Для этого пуповину обматывали в овечью шерсть, которую в свою очередь завязывали в материнский пояс. Все это клалось под подушечку, чуть позже добавляли часть волос. Первое пеленание сопровождалось небольшим торжеством  и угощениями.  
Обычно считалось, что чем туже было пеленание, тем лучше для ребенка. Считалось, что при тугом пеленании у младенца будут правильно развиваться руки и ноги. Например, у кавказских народов ребенка пеленали и жестко закрепляли в люльке. Это позволяло быть уверенным в том, что ребенок не выпадет из люльки. Мать могла работать по дому, ограничиваясь лишь качанием люльки ногой. Также люлька с ребёнком могла легко перевозиться на верховой лошади или арбе. При этом считалось, что туго запеленатый ребенок с младенчества приучается к дисциплине. Его привязывали, отвязывали — учили примиряться с необходимостью подчиняться порядку.
Но уже в XVIII веке были сторонники «свободного пеленания», под которым понимается укутывание младенца в пеленку так, чтобы он мог шевелиться, поджимать ножки. Известно, что когда в 1777 году невестка Екатерины II Мария Фёдоровна родила сына Александра, то Екатерина стала деятельно заниматься внуком и продумала каждую мелочь в уходе за ним. Она позволила пеленать его только тем способом, который продемонстрировала на специальной кукле. Ей приписывают слова: «Туго не пеленайте, мне рабы в Отечестве не нужны». 
В 1970-е годы тема тугого пеленания младенцев активно обсуждалась в СССР после выхода знаменитой книги Бенджамина Спока, в которой он не рекомендовал туго пеленать детей. 
В настоящее время в России, Украине, Беларуси детей обычно продолжают пеленать, в то время как, например, в Германии их сразу после рождения в роддоме одевают в комбинезоны или рубашечки-ползунки и не пеленают. 